# Koningsdag 2016
De Nederlandse Koningsdag 2016 werd gevierd op 27 april 2016. De jarige koning Willem-Alexander bezocht op die dag de hoofdstad van de provincie Overijssel: Zwolle. Hij werd hierbij vergezeld door koningin Máxima, de prinsessen Amalia, Alexia en Ariane, en de prinsen Constantijn, Maurits, Bernhard, Pieter-Christiaan, Floris en hun echtgenotes. 
Burgemeester Meijer van Zwolle ontving de koninklijke gasten samen met de commissaris van de Koning in Overijssel, Ank Bijleveld-Schouten. Ze begeleidde de familie op een wandeling met cultuur, sport, een parade, een vaartocht en een slotfeest. Tijdens de wandeling werden de prinsesjes voor de eerste maal geïnterviewd. Bij het slotfeest op het Broerenkerkplein was er een optreden van Typhoon.